# علي شير حيدري
علي شير حيدري (توفي في 17 أغسطس 2009) كان زعيم حركة سباه صحابة في باكستان، وهي منظمة ديوبندية حُظرت رسميًا من قبل حكومة باكستان في أغسطس 2001. وفي 26 يونيو 2018 رفعت باكستان عنها الحظر.

## سيرته
ولد عام 1963 في خيربور، وانضم إلى حركة سباه صحابة وأصبح فيما بعد رئيسًا لها في أكتوبر 2003 وفي 17 أغسطس 2009 قُتل برصاص مجهولين في منطقة خيربور.